# Бабия

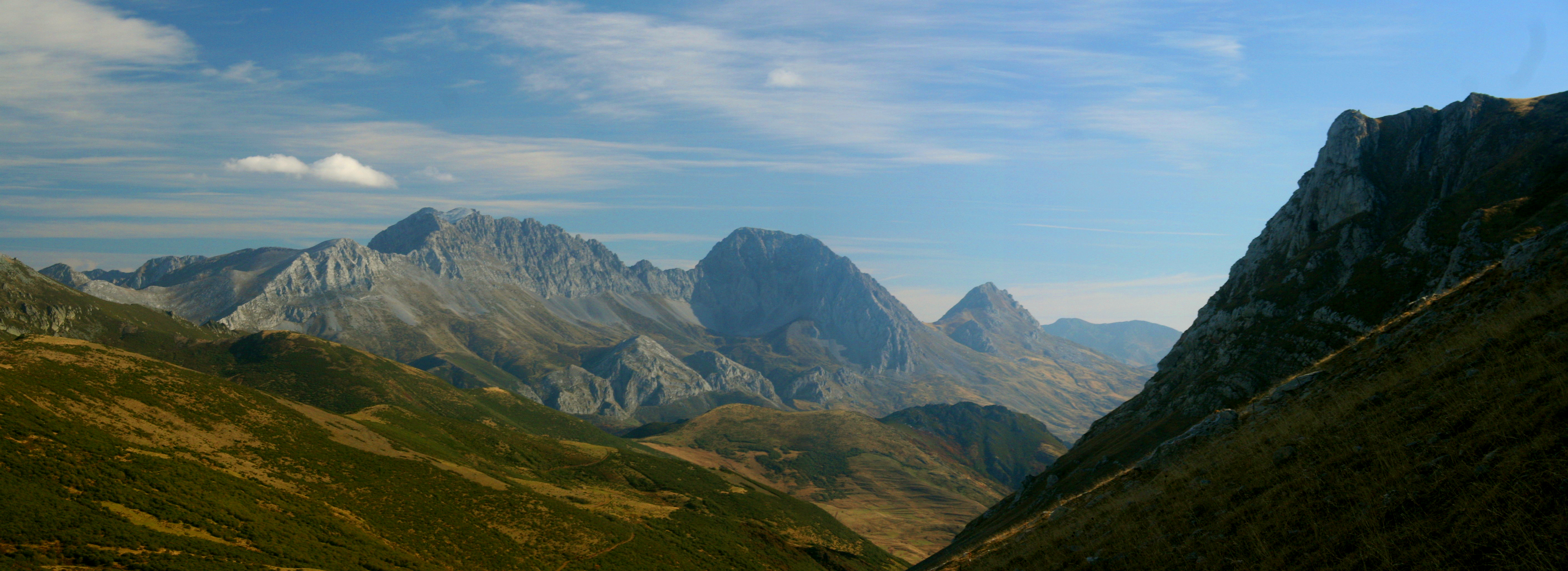

Бабия (исп. Babia)  — район (комарка) в Испании, входит в провинцию Леон в составе автономного сообщества Кастилия и Леон.

## Муниципалитеты
1. Кабрильянес
2. Ла-Куэта
3. Уэргас-де-Бабия
4. Лаго-де-Бабия
5. Мена-де-Бабия
6. Мерой
7. Лас-Мурияс
8. Пеньяльба-де-лос-Сильерос
9. Пьедрафита-де-Бабия
10. Кинтанилья-де-Бабия
11. Рьера-де-Бабия
12. Сан-Феликс-де-Арсе
13. Торре-де-Бабия
14. Вега-де-Вьехос
15. Кандемуэла
16. Коспедаль
17. Хенестоса
18. Ла-Махуа
19. Пинос
20. Риолаго
21. Робледо-де-Бабия
22. Сан-Эмилиано
23. Торребаррио
24. Торрестио
25. Труэбано
26. Вильяфелис-де-Бабия
27. Вильяргусан
28. Вильясесино